# Free Gaza Movement

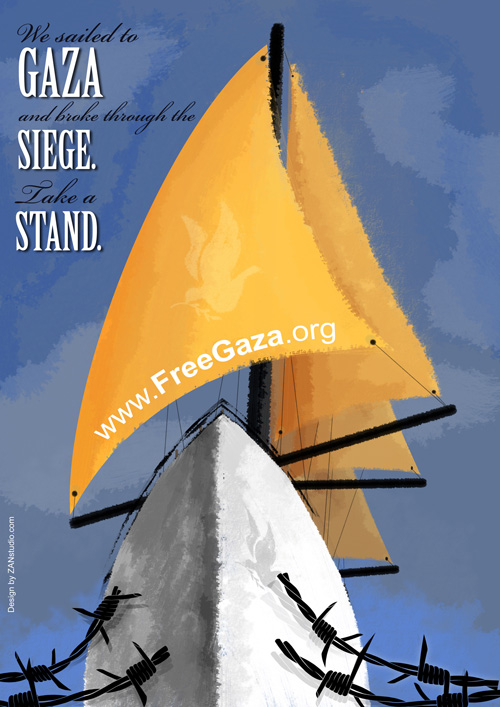
Логотип движения

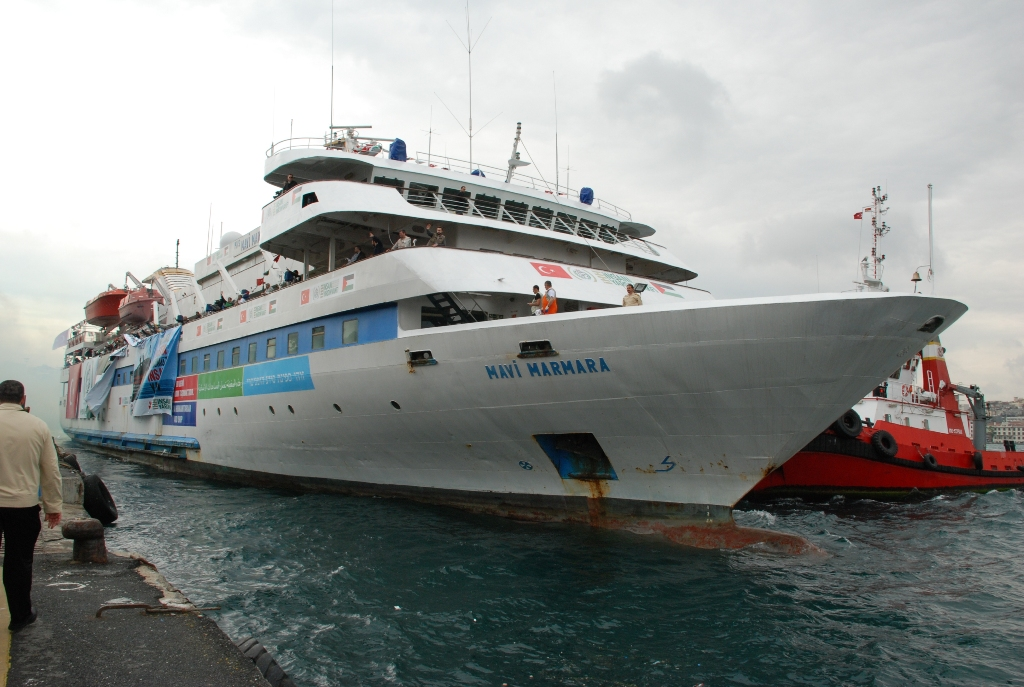
Mavi Marmara на выходе из турецкого порта

Движение «Свободная Газа»  («Свободу Газе») (англ. Free Gaza Movement) — международная коалиция про-палестинских групп и активистов, созданная с целью прорыва египетско-израильской блокады сектора Газа с помощью отправки в сектор караванов судов с заявленным гуманитарным грузом — так называемых «Флотилий свободы» (англ. Gaza Freedom Flotilla).
Девятая флотилия состояла из шести гражданских судов. На трех пассажирских и трех грузовых кораблях находилось около 700 активистов, а также, по утверждению активистов флотилии, около 10 тысяч тонн груза (лекарств, продовольствия и стройматериалов) для жителей сектора Газа.

## История
Походы кораблей начались с августа 2008 года. До последнего инцидента было восемь флотилий, пять раз корабли дошли до места назначения в Газу, три раза не были допущены в Газу.

### Первые флотилии
Первые восемь флотилий не получили широкого международного резонанса, хотя и обсуждались в международной печати.
- Первая флотилия (август 2008)[10]
- Вторая флотилия
- Третья флотилия
- Четвёртая флотилия
- Пятая флотилия
- Шестая флотилия
- Седьмая флотилия
- Восьмая флотилия

## Девятая флотилия

### Подготовка к выходу в море
По сообщениям СМИ должны были участвовать 9 кораблей, но к моменту выхода были готовы 6 кораблей, три отстали по техническим проблемам. Рэчел Корри

### Конфликт с Армией обороны Израиля
В ночь с 30 на 31 мая 2010 года, конвой был остановлен военно-морскими силами Израиля в международных нейтральных водах вблизи границ Израиля по подозрению в попытке проникновения в закрытую военную зону. Капитанам судов было предложено принять на борт досмотровую группу, состоящую из морского спецназа и поменять курс на порт Ашдод.
По сообщению МИД Израиля, досмотровая группа на шедшем под флагом Коморских Островов корабле «Мави Мармара» (англ.) подверглась неспровоцированному нападению пассажиров судна с использованием холодного и огнестрельного оружия и была вынуждена открыть огонь на поражение. По словам активистов флотилии, израильские военные «открыли огонь по судну с безоружными людьми ещё за несколько минут до десантирования», после чего пассажиры вынуждены были прибегнуть к самообороне.
В ходе последующего штурма корабля было применено холодное и огнестрельное оружие. По заявлениям израильской стороны, огонь вёлся также и пассажирами судна. Эти обвинения были отвергнуты активистами. Позднее турецкий капитан судна сообщил АОИ, что «наемники побросали своё оружие за борт после того, как коммандос взяли судно под контроль».
В результате боя 9 пассажиров было убито, свыше 30 — ранено., из них 9 — тяжело. Позднее, согласно «Гардиан», турецкая уголовно-медицинская экспертиза провела вскрытие жертв и обнаружила, что 5 из 9-ти пассажиров «Мави Мармара» были убиты выстрелами в голову или в спину, а один из них, Фулкан Доган, погиб от пяти пулевых ранений, включая выстрел в лицо, произведенный на расстоянии менее чем 45 см.
Ранения, в том числе — огнестрельные получили также от 10 до 15 израильских солдат, из них двое — тяжёлые. Остальные корабли флотилии не оказали сопротивления и были без жертв отконвоированы в израильский порт Ашдод, где часть активистов была выслана за пределы Израиля, а отказавшиеся покинуть Израиль — арестованы.

### Участники акции
1. Яра Ли, бразильский кинорежиссёр корейского происхождения. Является членом Международной Группы по Предотвращению Кризисов (англ.) и Национального географического общества США[37].
2. Норман Пэх, депутат бундестага от партии «Левых». Вместе с рядом других депутатов выступил против подписания резолюции, приуроченной к 70-летию «хрустальной ночи» в Германии — под предлогом, что она клеймит антисемитами всех, выступающих против военной политики НАТО, США и Израиля[38]. Этот шаг, в свою очередь, привёл к обвинениям в антисемитизме против него самого.
3. Энгус О’Снодэй, депутат парламента Ирландии (Ойряхтас) от партии Шинн Фейн.
4. Ханин Зоаби, депутат израильского кнессета от партии Балад. Израильская арабка. Была избрана в кнессет в 2009 году и является первой женщиной избранной в кнессет по партийным спискам арабских партий.
5. Хеннинг Манкель, известный шведский писатель, сценарист и драматург.[39] Выступал как ярый противник Войны во Вьетнаме, южноафриканского апартеида и португальской колониальной войны в Африке.[40] В 70-е гг. жил в Норвегии с норвежкой, которая являлась членом маоистской Коммунистической Рабочей партии Норвегии, Манкель принимал участие в деятельности партии, но никогда не был её членом.[41] Позднее в интервью британской «Гардиан», Манкель сказал, что после того как израильские солдаты высадились на корабль София, они начали производить обыск, через какое-то время к Менкеллю подошёл солдат и заявил, что нашёл оружие. Манкель сказал «У меня есть 24 свидетеля, он[солдат] указал мне на мою бритву, одноразовую бритву…»[39]
6. Дрор Фейлер en:Dror Feiler, шведско-израильский музыкант и художник. Председатель шведской организации «Евреи за Израильско-Палестинский мир» и европейской организации «Европейские Евреи за справедливый мир». Автор противоречивой инсталляции «Белый снег и безумие правды» en:Snow White and The Madness of Truth, представляющей собой бассейн с жидкостью красного цвета, в котором плавал кораблик со вставленной вместо паруса фотографией Ханади Джарадат, террористки-смертницы, взорвавшей себя в хайфском ресторане «Максим» 4 октября 2003 года, в котором погибли 22 израильтянина, в том числе несколько детей. Согласно Фейлеру, он пытался «ясно объяснить, что Джарадат убила невинных людей, что это ужасно».[42][43]
7. Маттиас Гарделл, шведский историк и учёный, специализируется в области религиозного экстремизма и расизма. В 2003 году опубликовал книгу о сепаратизме, неонацизме и антисемитизме. С 2006 года занимает пост председателя по вопросам сравнительного религиоведения в Упсальском университете.[44] Являлся приверженцем анархизма, сейчас предпочитает использовать термин социалист-либертарианец.[45]
8. Ибрагим Бильген (1949 г. р.), турецкий инженер и политический активист из города Сиирт. Убит во время штурма[46] четырьмя выстрелами (в лоб, спину, ногу и грудь[47]).

## Организаторы флотилии
Одним из организаторов Флотилии Свободы являлся Стамбульский Фонд за права человека, свободы и гуманитарную помощь, известный как IHH (Insani Yardim Vakfi). Фонд приобрёл три из девяти судов флотилии, в том числе и «Мави Мармара». По мнению бывшего французского судьи-следователя Жан-Луи Брюжьера, этот фонд имеет давние связи с террором и всемирным джихадом. Об этом он заявил в телефонном интервью АП. IHH не скрывает своих связей с ХАМАС и выплачивает пенсии семьям террористов-самоубийц, совершивших теракты в городах Израиля. Выплаты проходят через организацию Union of Good, являющуюся по мнению Информационного центра по вопросам разведки и терроризма (Intelligence and Terrorism Information Center at the Center for Special Studies (C.S.S) «зонтиком» для 50 организаций и фондов, спонсирующим ХАМАС в Газе и на Восточном берегу Иордана. В июне 2012 года президент IHH Бюлент Йылдырым был допрошен турецкой полицией по подозрению в связях с «Аль-Каидой» и тайном переводе средств этой организации.

## Десятая флотилия
Несколько кораблей планируют плыть в Газу. Известно, что судно под камбоджийским флагом «Рэйчел Корри» принадлежит «Движению Свободу Газе». Экипаж и активисты на борту судна — главным образом ирландцы. Судно готовы перехватить. Подробнее о судне.
- Камбоджа Rachel Corrie

Согласно заявлению пресс-службы ЦАХАЛа, военные перехватили сухогруз «Rachel Corrie» и он следует в порт Ашдод. Конфликтов при перехвате корабля не было. Экипаж и пассажиры судна не оказали сопротивления досмотровой команде, поднявшейся на борт.

## Формирование новой флотилии
Сообщается о формировании новой флотилии, минимум их трех кораблей, для попытки прорыва блокады Газы в сентябре-октябре
Накануне Иран заявил о намерении отправить свою флотилию свободы. Кроме того, премьер Турции Эрдоган изъявил своё желание лично участвовать в следующей флотилии.
28 июня 2011 года Генеральный секретарь ООН Пан Ги Мун призвал правительства средиземноморских стран «воспрепятствовать пропалестинским активистам в организации новых флотилий помощи в сектор Газа», в частности, намеченной на конец июня, отметив, что «вся помощь для сектора Газа, блокированной израильскими войсками, должна проходить через „законные пограничные переходы и по установленным каналам“».

## Другие события
В августе 2010 года четверо солдат и офицер ЦАХАЛа были арестованы по подозрению в торговле компьютерами, украденными с судов «Флотилии Свободы». Согласно Ynet, солдат-продавец не скрывал происхождения своего «товара». Это не первые обвинения солдат ЦАХАЛа в краже имущества у активистов с кораблей флотилии.